# Agfa-Gevaert
Agfa-Gevaert este o companie multinațională belgian-germană fondată în 1867 care dezvoltă, produce și distribuie produse fotografice analogice și digitale, precum și sisteme software. 
Agfa-Gevaert și-a vândut divizia de producție de materiale fotografice în 2004, iar noua companie, AgfaPhoto GmbH, a dat faliment în 2005. În prezent brandul de materiale fotografice este licențiat către alte companii.

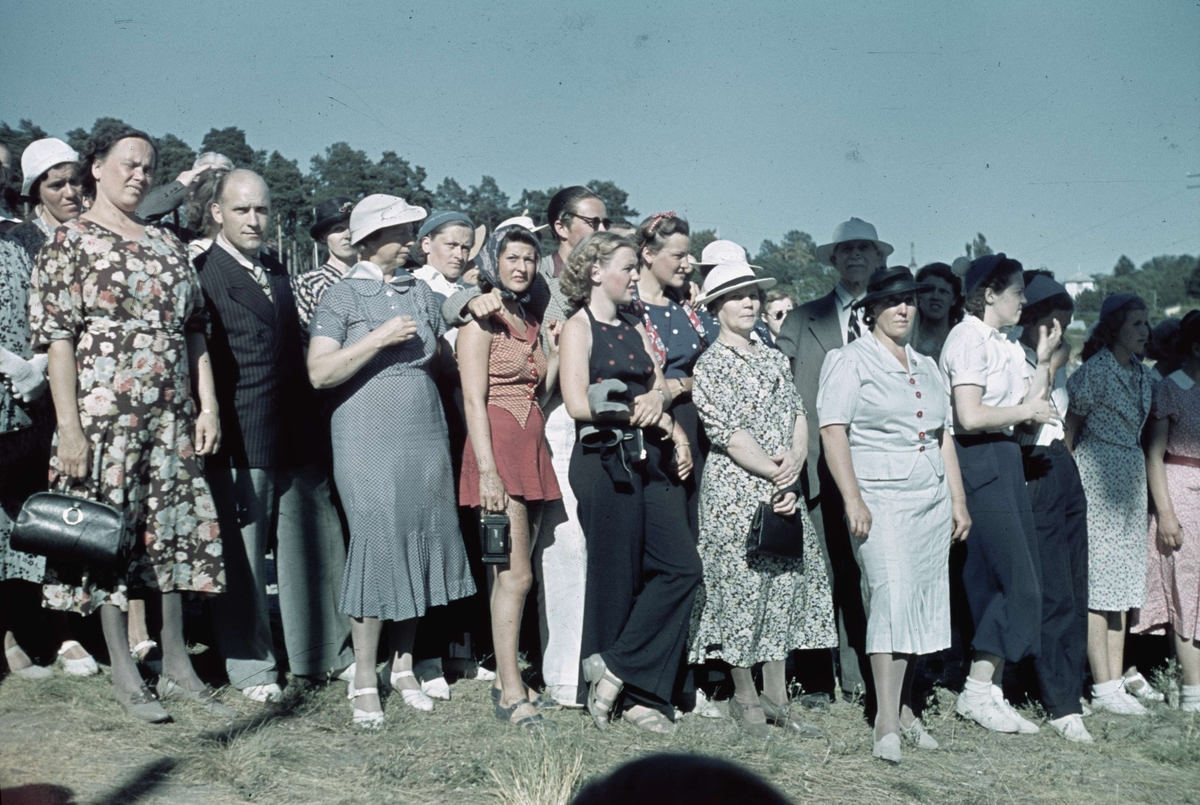
Fotografie făcută pe film Agfacolor în Suedia, în 1938
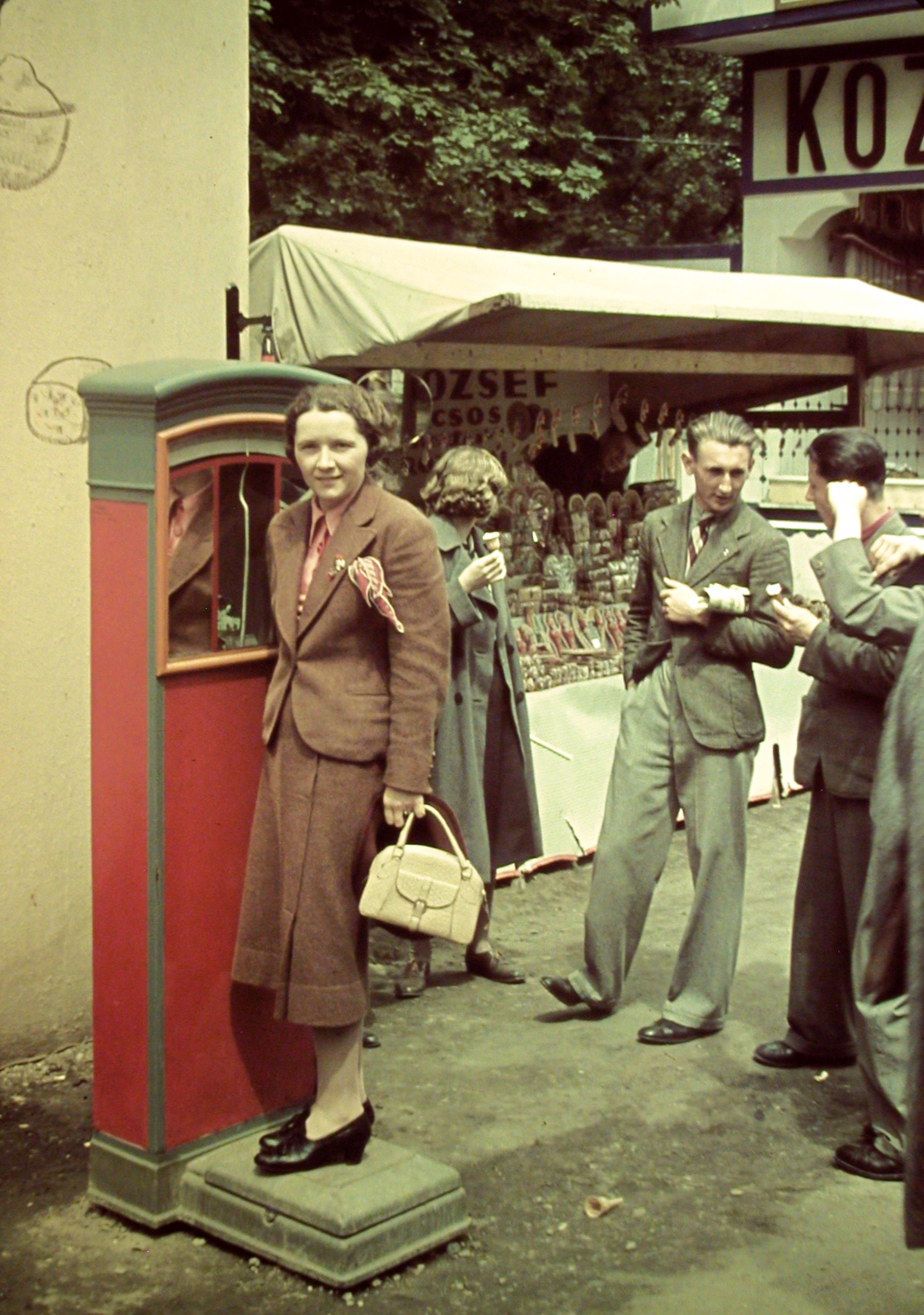
Fotografie făcută pe film Agfacolor în Ungaria, în 1939
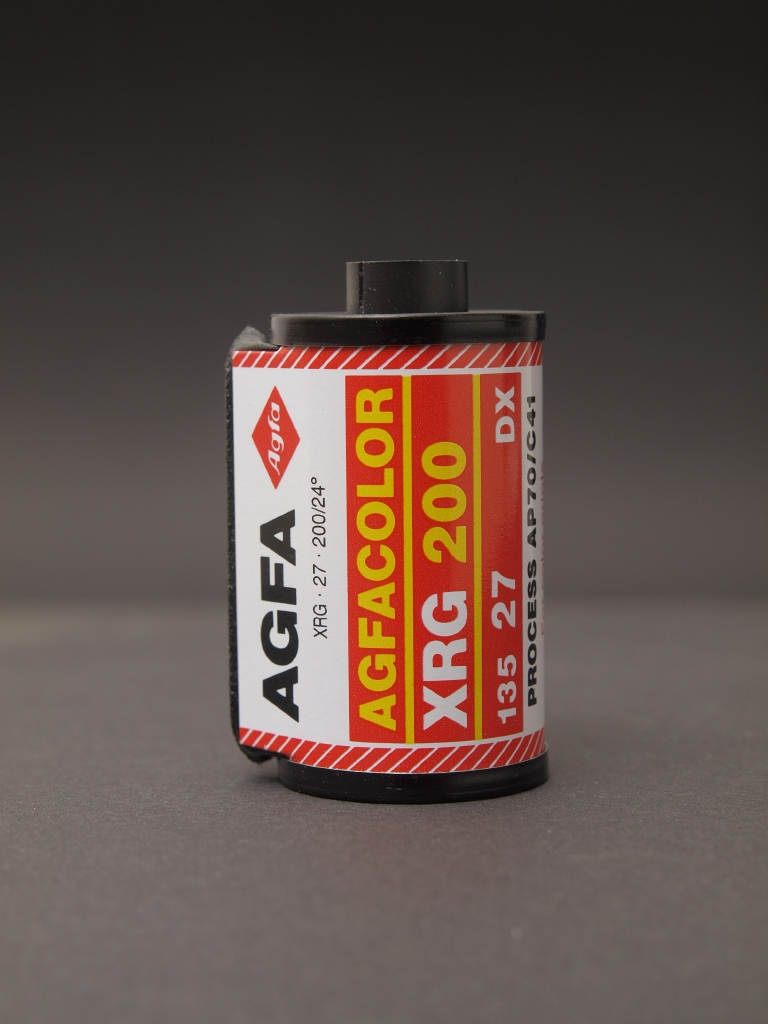
Canistră de film de 35 mm
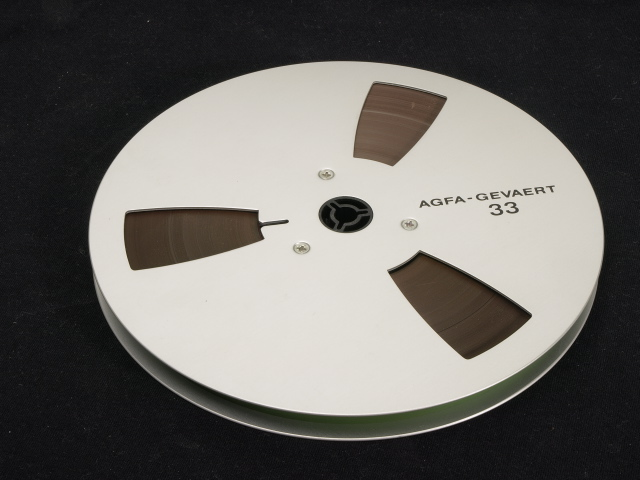
Bandă magnetică
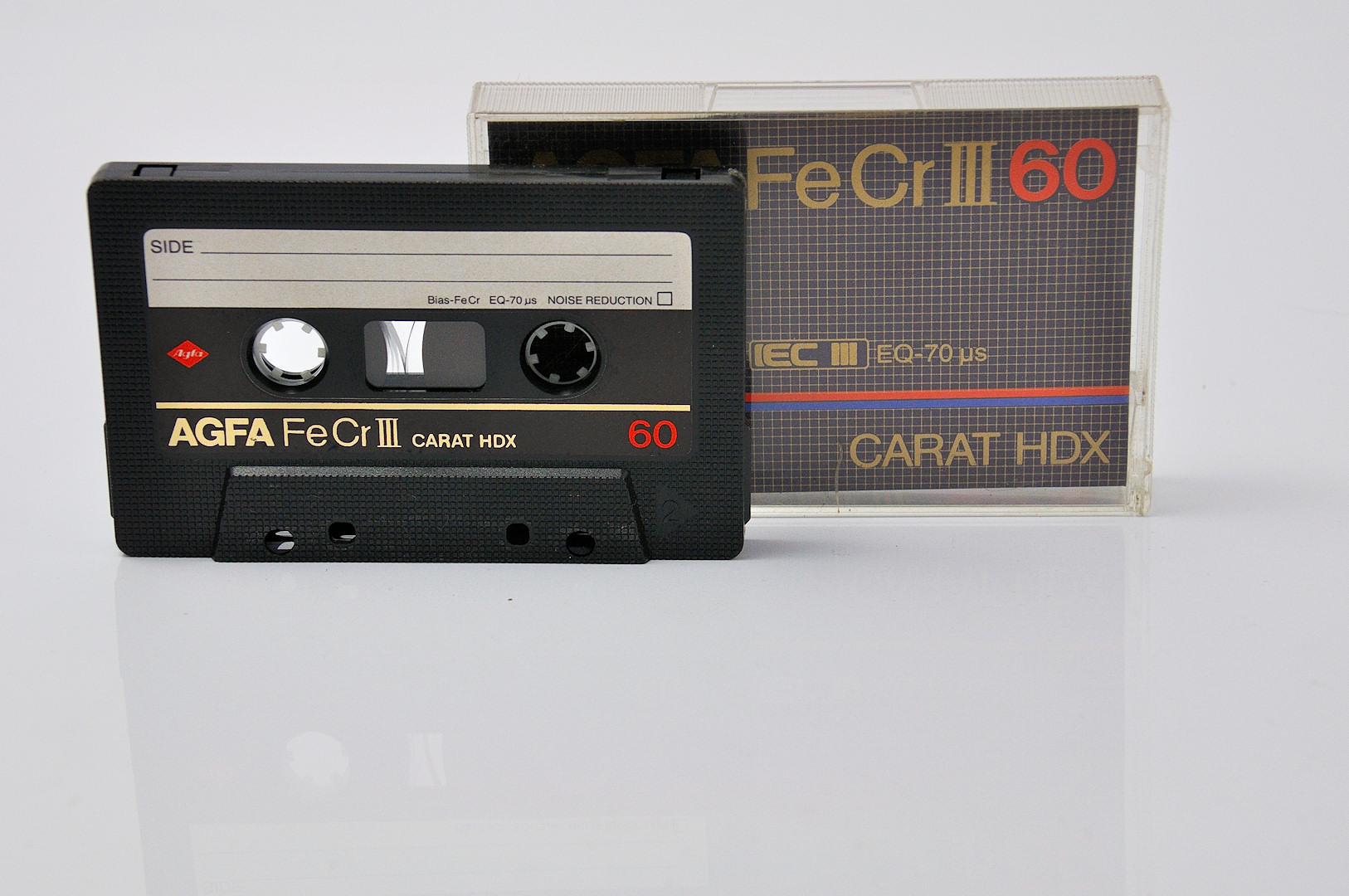
Casetă audio

1. ↑   https://www.agfa.com/corporate/news-item/demerger-by-year-end-fully-on-track-marc-olivie-decides-to-pursue-other-challenges/ Lipsește sau este vid: |title= (ajutor)
2. ↑  Agfa Gevaert NV, 20th Century Press Archives, accesat în 27 iulie 2021